# Tropidophis wrighti
Espèce
Statut CITES
Tropidophis wrighti est une espèce de serpents de la famille des Tropidophiidae.

## Répartition
Cette espèce est endémique de l'est et du centre de Cuba.

## Description
L'holotype de Tropidophis wrighti mesure 360 mm. Cette espèce a la tête brune et le dos jaune grisâtre rayé de brun sombre. C'est un serpent vivipare.

## Étymologie
Cette espèce est nommée en l'honneur de Charles Wright.

## Publication originale
- Stull, 1928 : A revision of the genus Tropidophis. Occasional Papers, Museum of Zoology, University of Michigan, no 195, p. 1-49 (texte intégral).